# Formel BMW ADAC 2004
Formel BMW ADAC 2004 dominerades av Sebastian Vettel, som därefter fortsatte vägen till formel 1.

## Delsegrare
| Bana         | Vinnare          | Vinnare          |
| ------------ | ---------------- | ---------------- |
| Hockenheim   | Sebastian Vettel | Sebastian Vettel |
| Adria        | Atila Abreu      | Sebastian Vettel |
| Nürburgring  | Sebastian Vettel | Atila Abreu      |
| Lausitzring  | Sebastian Vettel | Sebastian Vettel |
| Norisring    | Sebastian Vettel | Sebastian Vettel |
| Nürburgring  | Sebastian Vettel | Sebastian Vettel |
| Oschersleben | Sebastian Vettel | Sebastian Vettel |
| Zandvoort    | Sebastian Vettel | Sebastian Vettel |
| Brno         | Sebastian Vettel | Sebastian Vettel |
| Hockenheim   | Sebastian Vettel | Sebastian Vettel |

## Slutställning
| Plats | Förare               | Poäng |
| ----- | -------------------- | ----- |
| 1     | Sebastian Vettel     | 387   |
| 2     | Atila Abreu          | 263   |
| 3     | Sébastien Buemi      | 188   |
| 4     | Chris van der Drift  | 168   |
| 5     | Dominik Jackson      | 109   |
| 6     | Christian Wassermann | 92    |